# Dintelhavenspoorbrug
De Dintelhavenspoorbrug verbindt de beide oevers van de Dintelhaven in de Nederlandse stad Rotterdam. De brug is onderdeel van de havenspoorlijn Rotterdam die overgaat in de Betuweroute. Naast de spoorbrug ligt een brug voor autoverkeer, de Dintelhavenbrug. De spoorbrug maakt deel uit van de havenspoorlijn Rotterdam. De brug bevindt zich ter hoogte van de plaats waar het Dintelkanaal uitmondt in het Hartelkanaal.

## Oude brug
Tijdens de aanleg van de Europoort in de jaren 60 lag er ten westen van de huidige brug een tijdelijke pontonbrug over wat toen de binnenhaven heette. De pontonbrug werd in 1964 vervangen door een oostelijker gelegen vaste vakwerkbrug met vier overspanningen en een brede middenpijler. Over deze brug liep slechts één spoorbaan en een rijstrook per richting.

## Nieuwe brug
De huidige spoorbrug is vanaf 1995 in opdracht van ProRail gebouwd door de Koninklijke BAM Groep en in 1999 opgeleverd. De brug, ontworpen door P. van der Ree van Movares, is een getuide stalen boogbrug. De hoofdligger heeft een lengte van 270 meter. De Dintelhavenspoorbrug is in zijn geheel op een ponton naar de plek gevaren waar hij nu ligt. De brug heeft een opvallende vorm en heeft daardoor enkele prijzen gewonnen, waaronder een eervolle vermelding bij de Brunel Awards. Daarnaast heeft de brug een eervolle vermelding bij de Nationale Staalprijs 2000 gehad.